# Осинівська (пам'ятка природи)
Оси́нівська — ботанічна пам'ятка природи місцевого значення в Україні. Розташована в межах Старобільського району Луганської області, на північ від села Горіхове. 
Площа 116 га. Статус присвоєно згідно з рішенням Луганської обласної ради № 2/53 від 30 травня 2002 року. Перебуває у віданні ДП «Старобільське лісомисливське господарство» (Білолуцьке лісництво). 
Статус присвоєно для збереження мальовничого природного комплексу на схилі правого високого берега річки Айдар. До складу комплексу входять лісові угруповання за участю берези. Також зростає клен гостролистий, природні популяції котрого є рідкісними в Луганській області, та ліщина звичайна. У трав'яному покриві — рідкісні в Луганській області бореальні види: копитняк європейський та медунка темна. На галявинах — лучна і лучно-степова рослинність. Тут трапляються рідкісні види, занесені до Червоної книги України — ковила Лессінга, ковила Залеського, ковила українська, ковила волосиста, волошка Талієва.